# Microcerella shannoni
Microcerella shannoni är en tvåvingeart som beskrevs av Guilherme A.M.Lopes 1981. Microcerella shannoni ingår i släktet Microcerella och familjen köttflugor. Inga underarter finns listade i Catalogue of Life.